# Barrage de Rioumajou
Le barrage de Rioumajou est un lac de barrage pyrénéen français situé administrativement dans la commune de Saint-Lary-Soulan dans le département des Hautes-Pyrénées en région Occitanie.
C’est un lac qui a une superficie de 0,9 ha pour une altitude de 1 323 m.

## Toponymie
En occitan, riou signifie « cours d’eau, ruisseau » et majou de maou signifie « mauvais » donc la vallée du mauvis ruisseau.

## Géographie
Le barrage est situé en vallée d'Aure au centre de la vallée du Rioumajou, dans le sud-est du département français des Hautes-Pyrénées.

### Topographie
|                      |                      |                            |
| Pic d’Aret (2 935 m) | barrage de Rioumajou | Pic de la Haille (2 730 m) |
|                      |                      |                            |

### Hydrologie
Le barrage a pour émissaire le ruisseau de Bisourte affluent droit de la Neste de Rioumajou.

## Protection environnementale
Le barrage fait partie d'une zone naturelle protégée, classée ZNIEFF de type 1 : Haute vallée d'Aure en rive droite, de Barroude au col d'Azet

## Voies d'accès
Pour atteindre le lac  au départ de Tramezaigues, il faut passer par la D 19 qui longe le barrage.